# ジョン・アミエル
ジョン・アミエル（Jon Amiel, 1948年5月20日 - ）は、イギリス・ロンドン出身の映画監督。
ケンブリッジ大学で英文学を学んだ後、ハンプステッド・シアターを経て、ロイヤル・シェイクスピア・カンパニーに入り演出を手掛ける。
数本のテレビドラマを監督した後、1989年、『ラッキー・カフェ』で映画監督デビューした。

## 主な作品
- ストーリーテラー 第1期第4話「幸運の持ち主」 Jim Henson's The Storyteller (1987) テレビドラマ
- ラッキー・カフェ Queen of Hearts (1989)
- ラジオタウンで恋をして Tune in Tomorrow (1990)
- ジャック・サマースビー Sommersby (1993)
- コピーキャット Copycat (1995)
- 知らなすぎた男 The Man Who Knew Too Little (1997)
- バニラ・フォグ Simply Irresistible (1999) 製作のみ
- エントラップメント Entrapment (1999)
- ザ・コア The Core (2003)
- クリエイション ダーウィンの幻想 Creation (2009)
- THE TUDORS〜背徳の王冠〜 シーズン2第9話「罠」・第10話「白鳥の首」 The Tudors (2008) テレビドラマ
- カーニバル・ロウ Carnival Row (2019) 製作総指揮・監督
- アメリカン・ゴッズ シーズン3第1話
- ウォーキング・デッド シーズン11 第9、10話